# Eberhard II. (Württemberg, Graf)

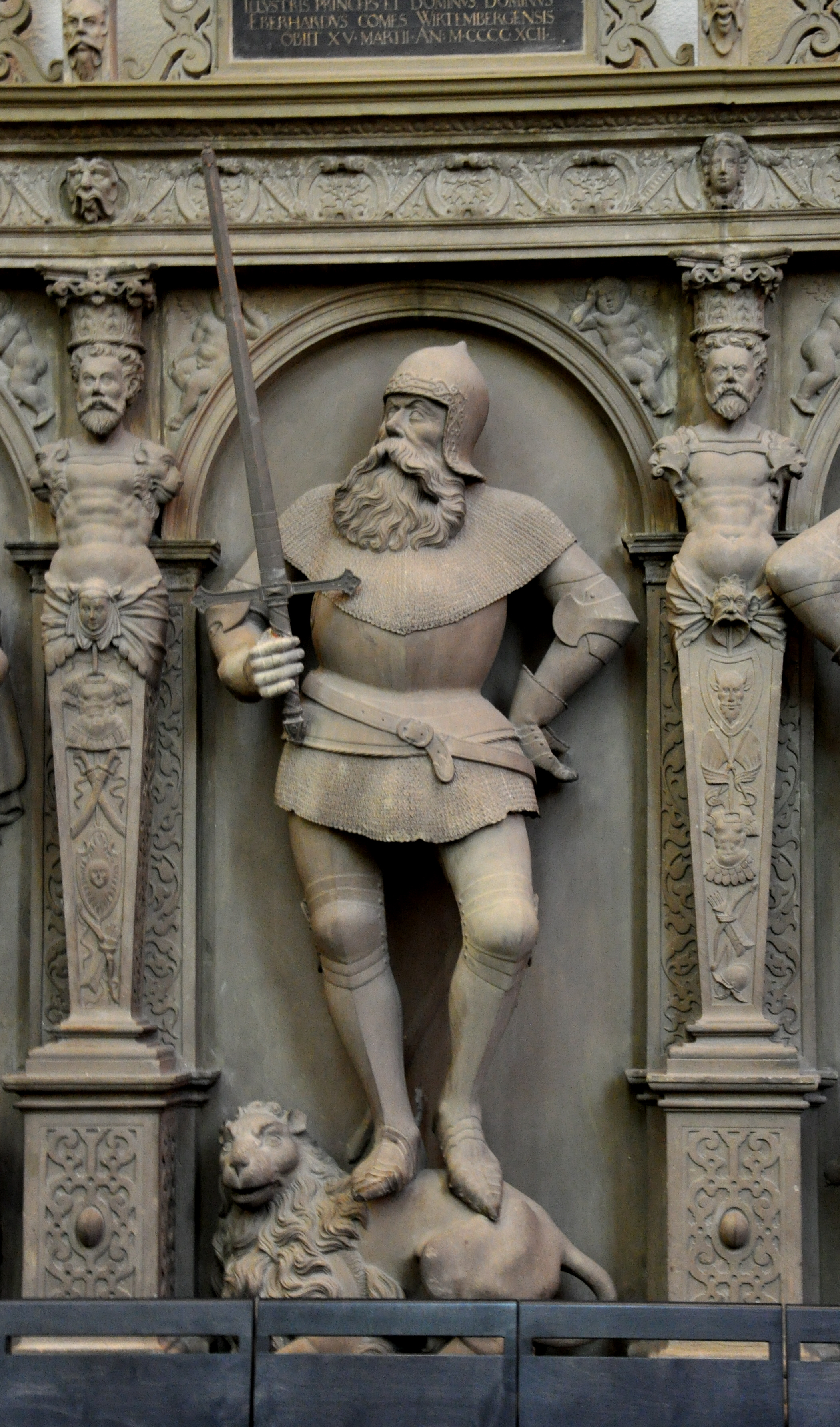
Standbild des Grafen Eberhard II. in der Stuttgarter Stiftskirche

Eberhard II., genannt „der Greiner“ (* nach 1315; † 15. März 1392 in Stuttgart), war Graf von Württemberg von 1344 bis 1392.

## Leben
Eberhard war der Sohn von Graf Ulrich III. und Sophie von Pfirt. Er heiratete am 17. September 1342 die Gräfin Elisabeth von Henneberg-Schleusingen. Aus der Ehe gingen zwei Kinder hervor: Ulrich, der Vater seines Nachfolgers Eberhard III., und Sophie, die spätere Herzogin von Lothringen.
Von Beginn seiner Regierungszeit bis 1361 regierte Eberhard II. gemeinsam mit seinem Bruder Ulrich IV., den er zur Zustimmung zu einem Hausvertrag zwang, der die Unteilbarkeit Württembergs bestätigte. Ulrich überließ bald darauf am 1. Mai 1362 Eberhard die alleinige Regentschaft. Zur Festigung seiner Macht und zur territorialen Vergrößerung Württembergs ging Eberhard II. verschiedene Bündnisse und Auseinandersetzungen mit Kaiser Karl IV. ein. Als Ergebnis erhielten Eberhard und sein Bruder 1360 zusätzliche Privilegien (zum Beispiel die alleinige Gerichtsbarkeit), die die Grafschaft Württemberg neu definierten. Aufsehen erregte 1367 der Überfall des Grafen Wolf von Eberstein auf Eberhard während eines Aufenthalts im Wildbad, womit vermutlich Wildbad oder Teinach gemeint war.
In seiner weiteren Regierungszeit richtete Eberhard seine Politik stark gegen die Reichsstädte aus, die der Ausdehnung des württembergischen Territoriums im Weg standen. 1372 bei Altheim, 1377 bei Reutlingen und 1388 bei Döffingen kam es dabei zu Schlachten gegen die ab 1376 im Schwäbischen Städtebund zusammengeschlossenen Reichsstädte. Ergebnis dieser Auseinandersetzungen war eine Pattsituation, die den Städten ihre Unabhängigkeit erhielt. Die territorialen Zugewinne Württembergs während der Regierungszeit Eberhards waren dennoch beträchtlich (zum Beispiel Calw und Böblingen). In der für Württemberg siegreichen Schlacht bei Döffingen starb Eberhards Sohn und designierter Nachfolger Ulrich.
Eberhard ging durch Balladen Schillers (Graf Eberhard der Greiner von Wirtemberg) und Uhlands (Graf Eberhard der Rauschebart / Der Überfall im Wildbad) in die Literatur ein. Greinen im damaligen Sprachgebrauch hieß so viel wie „Zanken“. Während er also bei seinen Gegnern als „Zänker“ verschrien war, verehrte ihn das Volk, das er vor den teilweise zu Raubrittern verkommenen Adeligen zu schützen vermochte, als „Rauschebart“.